# Джибути на летней Универсиаде 2013
Джибути на летней Универсиаде 2013 года был представлен одним спортсменом в одном виде спорта.

## Лёгкая атлетика

### Лёгкая атлетика

#### Мужчины
| Дисциплина | Спортсмен         | Предварительный раунд | Предварительный раунд | Финал        | Финал          |
| Дисциплина | Спортсмен         | Результат             | Место                 | Результат    | Итоговое место |
| ---------- | ----------------- | --------------------- | --------------------- | ------------ | -------------- |
| 1500 м     | Ибрахим Омар Абди | Не стартовал          | Не стартовал          | Не стартовал | Не стартовал   |
| 5000 м     | Ибрахим Омар Абди | 14:18.01              | 8                     | 14:21.17     | 11             |
| 10000 м    | Ибрахим Омар Абди |                       |                       | Не стартовал | Не стартовал   |